# Монтгомери (Луизијана)
Монтгомери (енгл. Montgomery) град је у америчкој савезној држави Луизијана.

## Демографија
По попису из 2010. године број становника је 730, што је 57 (-7,2%) становника мање него 2000. године.
| Група             | 2000.       | 2010.       |
| Белци             | 603 (76,6%) | 572 (78,4%) |
| Афроамериканци    | 160 (20,3%) | 133 (18,2%) |
| Азијати           | 0 (0,0%)    | 0 (0,0%)    |
| Хиспаноамериканци | 3 (0,4%)    | 8 (1,1%)    |
| Укупно            | 787         | 730         |